# 绝望之井
绝望之井（英語：Pit of despair），是使用美国的比较心理学家哈里·哈洛所设计的装置，在研究上称为立式腔室设备。被利用于在20世纪70年代于威斯康星大学麦迪逊分校的实验。研究的目的是开发和研究临床抑郁症的动物模型。研究人员斯蒂芬·苏奥米（Stephen Suomi）将该设备描述为“只不过是一个侧边倾斜的不锈钢槽。”：

在腔室底部设有排水管，允许排泄物流入排水管，并从不锈钢孔中流出。这个房间配备了一个食物盒和一个水瓶架，上面覆盖着一个金字塔形的顶部，旨在阻止被监禁的生物将自身吊在房间上方。

哈洛将新生的猴子放在隔离室中长达一年。在绝望之井实验中，哈洛先把这些猴子和它们的母亲放在一起相处了10个星期，旨在培养猴子母子之间的亲密关系。之后哈洛将猴子单独放在了密室里。在实验初期的几天之内，猴子便停止了正常活动并且缩在密室的角落里。

## 背景
哈洛的大部分研究生涯都在研究母婴维系上，他将其描述为“爱的本质”。这些实验包括人工饲养新生的孤立猴子和培养无血缘关系的猴子母子 。
1971年，哈洛的妻子死于癌症，哈洛开始患有抑郁症。在接受了电击疗法形式的康复训练之后，哈洛重返工作岗位。但正如同事洛伦·斯莱特（Loreen Slater）所写，同事们注意到他的行为有所不同。他放弃了对母婴维系的研究，对孤立和沮丧的心理产生了兴趣。
哈洛的第一个实验是用一个小的单向玻璃将一只猴子完全隔离在一个被钢壁包围的笼子里，这样实验者就可以看进去，但是猴子却看不到实验者。猴子与世界的唯一联系便是实验者的手。实验者将出生后不久的小猴子放在这些盒子里；其中四个被放置30天，四个被放置六个月，四个被放置一年。
哈洛发现，在让被隔离后的猴子返回猴群之后，被隔离30天的猴子的行为受到了极大干扰。被隔离了一年之后的猴子在猴群之中几乎没有任何行为，没有探索或玩耍，也没有性关系。它们也成为了被欺负的一方。它们中的两只拒绝进食，最后饿死在猴群。
哈洛还想测试隔离会如何影响猴子的育儿技能，但这些隔离者往往无法交配。尽管当时还没有人工授精，但是哈洛设计了“强奸架”，为使雌性隔离猴能和正常的猴子交配，哈洛将雌性隔离猴以正常的交配姿势绑在强奸架上。他发现，就像他们无法建立性关系一样，他们也无法养育自己的后代，无论是虐待还是忽视他们。他写道：“即使在我们最恐怖的噩梦中，我们也无法想象出像这些猴子母亲一样邪恶的养育者。”他们本身没有社交经验，因此无法进行适当的社交互动。一位母亲将婴儿的脸摁在地板上，然后嚼着脚和手指。另一位母亲压伤了婴儿的头。但大多数只是忽略了他们的后代。
这些实验表明，哈洛致力于研究完全和部分隔离的猴子，但他感到自己没有抓住抑郁症的本质，他认为抑郁症的特征在于孤独感，无助感，被困或“沉没”的感觉，他认为最重要的是绝望感。

## 绝望之井
尽管哈洛本人坚持称其为“绝望之井”，但新的装置的正式名称是立式腔室设备。他最初想称其为“绝望地牢”，还使用了诸如“无助之井”和“孤独之井”之类的术语。记者黛博拉·布鲁姆称，他的同事们试图说服他不要使用这种术语，但哈洛认为一目了然的名字会更好些。华盛顿大学西雅图分校的吉恩·萨克特（Gene Sackett）当时是哈洛的一名博士生，他说：“哈洛首先想称呼它为绝望的地牢。你能想象我们对此的反应吗？” 。
放在里面的大多数猴子都至少三个月大，并且已经与其他猴子建立了亲密关系。实验的重点是打破这些关系，以产生抑郁症的症状。房间是一个小的金属倒金字塔，侧面光滑，向下倾斜。猴子被放到了那个地方。上开口被网眼覆盖。猴子会在第一或第二天尝试从光滑的一侧爬上去。几天后，它们放弃了。哈洛写道：“大多数受试者通常会在仪器底部的一角采取蜷缩的姿势。在这一点上，可以假设它们的处境是毫无希望的。”。
作家D. Bloom在她的《在公园里的爱情》一书中描述了实验的结果：“当它们回到充满活力的家庭时，它们似乎无法重新建立联系。他们超脱，对其他猴子毫无反应。猴子最终对动物抑郁症这一无可争议的模型做出了回应。他们看起来像是在寂寞地狱中死亡的动物。哈洛同时也在努力实现这一目标。”。
实验结束后，哈洛反复尝试通过各种形式来治疗遭受不同程度隔离的猴子。哈洛写道：“在我们的心理病理学研究中，我们可能成为试图产生异常的虐待狂。但今天，我们是精神科医生，试图实现正常和平衡。”。

## 反应
实验之后，科学界内部和学术界与其他各界都谴责了这些实验。1974年，美国文学评论家韦恩·布斯（Wayne C. Booth）写道：“哈里·哈洛和他的同事们十年又十年地折磨着他们的非人类灵长类动物，无可避免地证明了我们所有人都已经提前知道了----破坏社会纽带可以摧毁社会生物。”。
当时担任该校教师的查尔斯·斯诺登（Charles Snowdon）是威斯康星大学的心理学科负责人，他说哈洛本人对妻子的癌症感到非常沮丧。斯诺登对立式隔室的设计感到震惊。他问哈洛他们为什么要使用它，哈洛回答说：“因为那是沮丧时的感觉。”。
哈洛的另一位学生威廉·梅森（William Mason）也在其他地方进行过类似的实验，他说：“（哈洛）做到这种地步，以至于很多人都清楚，这项工作确实违反了普通的情感，任何尊重生命的人都會覺得被冒犯。但如果那是哈洛的目标，那么他做得很好。”。